# Tommy Hoyland
Tommy Hoyland (14 tháng 6 năm 1932 – tháng 10 năm 2023) là một cựu cầu thủ bóng đá chuyên nghiệp người Anh thi đấu ở vị trí tiền vệ.

## Sự nghiệp
Sinh ra ở Sheffield, Hoyland thi đấu cho Sheffield United, Bradford City và Retford Town.
Con trai của ông, Jamie Hoyland từng thi đấu cho Sheffield United giai đoạn 1990-94.
Ông qua đời vào tháng 10 năm 2023, thọ 91 tuổi.